# Victoire Doutreleau
Pour les articles homonymes, voir Victoire (prénom).
Victoire Doutreleau, également appelée seulement Victoire, née Jeanne Devis, est un mannequin français, née en 1934, muse du couturier Christian Dior au milieu des années 1950 puis d'Yves Saint Laurent.

## Biographie
Née Jeanne Devis, elle ne connaît pas son père. À l'âge de seize ans, elle prend des cours de dessin, souhaitant entrer aux Arts-Déco ; à la même époque, elle pose pour Louis Touchagues,. Lorsque des amis l'encouragent à faire du mannequinat, elle demande conseil à Touchagues qui, enthousiasmé, l’envoie rencontrer l'influent Michel de Brunhoff pour obtenir une lettre de recommandation.

### Dior
Au printemps 1953, sans même lire la lettre de Michel de Brunhoff, Christian Dior engage Jeanne immédiatement : elle commence sa carrière vers l'âge de dix-huit ans dans la cabine du couturier. Celui-ci la rebaptise « Victoire ». Elle est petite — pour un mannequin —, a une taille de guêpe et de la poitrine, mais élégante et sensuelle, « mélange d'insolence et de classicisme », elle bouleverse les codes habituels de la haute couture. Loin des standards de l'époque en matière de mannequinat, nettement plus jeune que ses collègues, son arrivée dans la maison est pourtant peu appréciée : « Je n'avais pas « le bon ton » dira-t-elle.
Durant ces années, elle sort assidument le soir, notamment au Bœuf sur le toit ainsi que d'autres lieux de la nuit parisienne, accompagnée d'Yves Saint Laurent et Karl Lagerfeld,, avec qui elle part en vacances également. « Si je m'étais marié, c'est Victoire que j'aurais épousée » dit Saint Laurent qui entretient une relation « platonique » très intime avec son mannequin.
En 1954, Dior crée les premiers balconnets et la ligne « H » — appelée Busty Look par la presse anglo-saxonne — sur Victoire,. Victoire évolue au sein de la maison de couture jusqu'à devenir « mannequin vedette », intéressée aux ventes des robes qu'elle présente. « Victoire devint vedette, justifiant ainsi le nom que je lui avais donné », dira Dior. Mais à quelques exceptions, après la première collection qu'elle présente lors d'un défilé, l'inimitié dans la maison et auprès des clientes est forte : la plupart des autres mannequins ne lui parlent pas, les critiques sont nombreuses. Pourtant, le couturier s'obstine et impose Victoire pour une seconde collection.
Alors que jusque-là la tendance voulait des mannequins hautains, sophistiqués et maniérés, Victoire revendique son style plus libéré dès la seconde collection qu'elle présente. C'est la consécration ; bien que préférant les essayages aux séances photos, elle apparait dans les pages de Vogue, Harper's Bazaar ou Elle sous l'objectif de William Klein, d'Henry Clarke, ou d'Hiro, puis Irving Penn plus tard. Elle est de tous les voyages, tous les bals pour accompagner le couturier. En 1956, marraine d'une promotion, elle arrive vêtue d'un uniforme spécialement créé par Dior à Polytechnique.

### Saint Laurent
À la mort de Christian Dior, Yves Saint Laurent, arrivé en 1955 comme simple modéliste, reprend la haute couture de la maison ; il présente sa ligne « Trapèze » le 15 janvier 1958 et fait la couverture du numéro de Paris Match du mois de mars avec Victoire en robe de mariée, photographiés par Willy Rizzo. Plus tard, c'est pour son mariage avec Roger Thérond qu'elle porte une robe de mariée de la même collection.
Victoire quitte le métier peu après que Saint Laurent quitte la maison Dior. Yves Saint Laurent la rappelle quelque temps après et elle participe à la création de la nouvelle maison du couturier. Alors qu'elle apparait de nouveau dans Paris Match,,, elle devient quelque temps après « directrice des salons » et responsable du recrutement des mannequins : « Il dessine sa première collection qu'il présentera dans trois mois. Il est secondé par Victoire, son mannequin-vedette qui jouera un rôle important dans la direction de la maison » écrit encore Paris Match. Elle l'accompagne pour quelques années après la création de sa maison en 1962. Le trio complice formé par Bergé, avec qui elle a une relation qu'elle qualifie de « très sexuelle » durant trois ans, Saint Laurent et Victoire se termine au moment de la collection printemps-été 1963 « pour une obscure histoire de photo » dit-elle ; le couturier n'aura plus de muse fidèle et inspirante durant plusieurs années, jusqu'à l'arrivée de Danielle Luquet de Saint Germain et restera sans contact avec Victoire durant douze ans.
Victoire se lance par la suite dans ses propres créations de prêt-à-porter pour enfants, alors conseillée par Karl Lagerfeld et aidée par Évelyne Prouvost. Elle divorce, puis prend le nom de Doutreleau au début des années 1970 à la suite de son mariage avec le peintre Pierre Doutreleau, avec qui elle aura deux enfants.